# David City (Nebraska)
David City je grad u američkoj saveznoj državi Nebraska. Prema popisu stanovništva iz 2010. u njemu je živjelo 2,906 stanovnika.